# اودین ۳۹۸۹
سیارک ۳۹۸۹ (به انگلیسی: 3989 Odin، نامگذاری:1986RM) سه هزار و نهصد و هشتاد و نهمین سیارک کشف شده‌است که در ۸ سپتامبر ۱۹۸۶ کشف شد.
قدر مطلق سیارک برابر ۱۳٫۹۰ است.